# Quanta Computer
Quanta Computer Incorporated (TSE: 2382) es una empresa de Taiwán fabricante de notebooks y otros dispositivos hardware. Es el mayor fabricante de portátiles del mundo. Entre sus clientes se encuentran Apple Inc., Compaq, Dell, Gateway, Hewlett-Packard, Alienware, Amazon.com, BMW, Casper, Cisco, Ford, Fujitsu,  Gericom, General Motors, Hitachi, Lenovo, LG, Maxdata, MPC, Research In Motion, Sharp Corporation, Siemens AG, Sony, Sun Microsystems, Tesla, Toshiba y Volvo
Quanta Computer fue fundada por Barry Lam (que sigue al frente de la empresa) en 1988, en el distrito de Shilin, Taipéi. En 1999 se traslada al condado de Taoyuan, en el año 2000 poco a poco pasó de la línea de producción al distrito de Songjiang en la China continental. En marzo de 2001 construye en Shanghái la QSMC（Quanta Shanghai Manufacturing City）que incluye varias de sus subsidiarias: Tech Front, Tech Com Computer, Tech Wave Logistics, Tech Lead Computer, Tech Giant Computer, Tech Trend Computer y Song Yeh (Shanghai) Management Co., Ltd., todas especializadas en la fabricación de notebooks. En 2006 construye en el High-Tech Industrial Park de Changshu, provincia de Jiangsu la CSMC（Quanta Changshu Manufacturing City）donde localiza varias empresas de su núcleo como Tech Full Computer.
Quanta Computers fue anunciado como el original design manufacturer (ODM) para el OLPC XO-1 del proyecto OLPC el 13 de diciembre de 2005, y tuvo una orden de un millón de portátiles al 15 de febrero de 2007. En octubre de 2008, se anunció que Acer eliminaría a Quanta de su cadena de producción, y en su lugar subcontrataría la fabricación de 15 millones de netbooks Aspire One a Compal Electronics.
En 2011, Quanta diseña servidores junto con Facebook como parte del Open Compute Project.
Se estima que Quanta tenía una cuota del 31% del mercado mundial de ordenadores portátiles en el primer trimestre de 2008.

## Juicios
En 2008, LG Electronics demandó a la empresa Quanta Computer por violación de patentes, cuando Quanta usó componentes Intel con componentes que no sean Intel. La Corte Suprema de los Estados Unidos dictaminó que LG, que tenía un acuerdo para compartir patentes con Intel no tienen el derecho de demandar, porque Quanta, al ser un consumidor, no tenía necesidad de respetar los acuerdos de patentes con Intel y LG.